# Автошлях E91
Європейський маршрут Е91 — європейський автомобільний маршрут категорії А в Туреччині, що з'єднує місто Топраккале з турецько-сирійським кордоном. Довжина маршруту — 165 км.
Маршрут Е91 проходить через міста Іскендерун, Антакья й Яйладаги.
Е91 перетинається з маршрутами
- E90
- E98